# Condado de Alleghany (Carolina do Norte)
O Condado de Alleghany é um dos 100 condados do estado americano da Carolina do Norte. A sede do condado é Sparta, e sua maior cidade é Sparta. O condado possui uma área de 610 km² (dos quais 8 km² estão cobertos por água), uma população de 10 677 habitantes, e uma densidade populacional de 50 hab/km² (segundo o censo nacional de 2000). O condado foi fundado em 1859.